# Wilhelmj-Haus

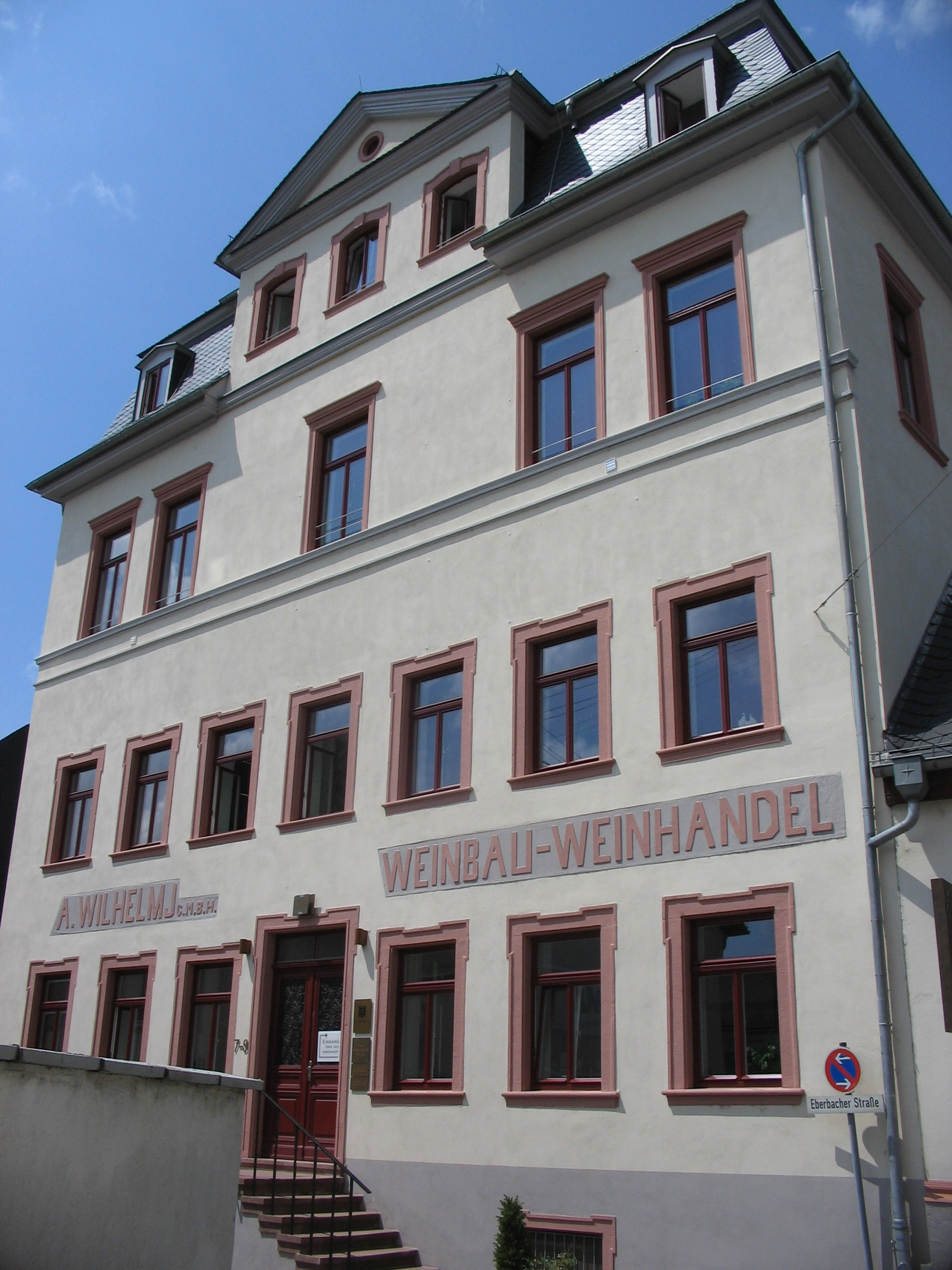
Wilhelmj-Haus. Aufnahme aus dem Jahr 2009

Historische Aufnahme noch ohne das dritte Geschoss

Innenhof des Weingutes

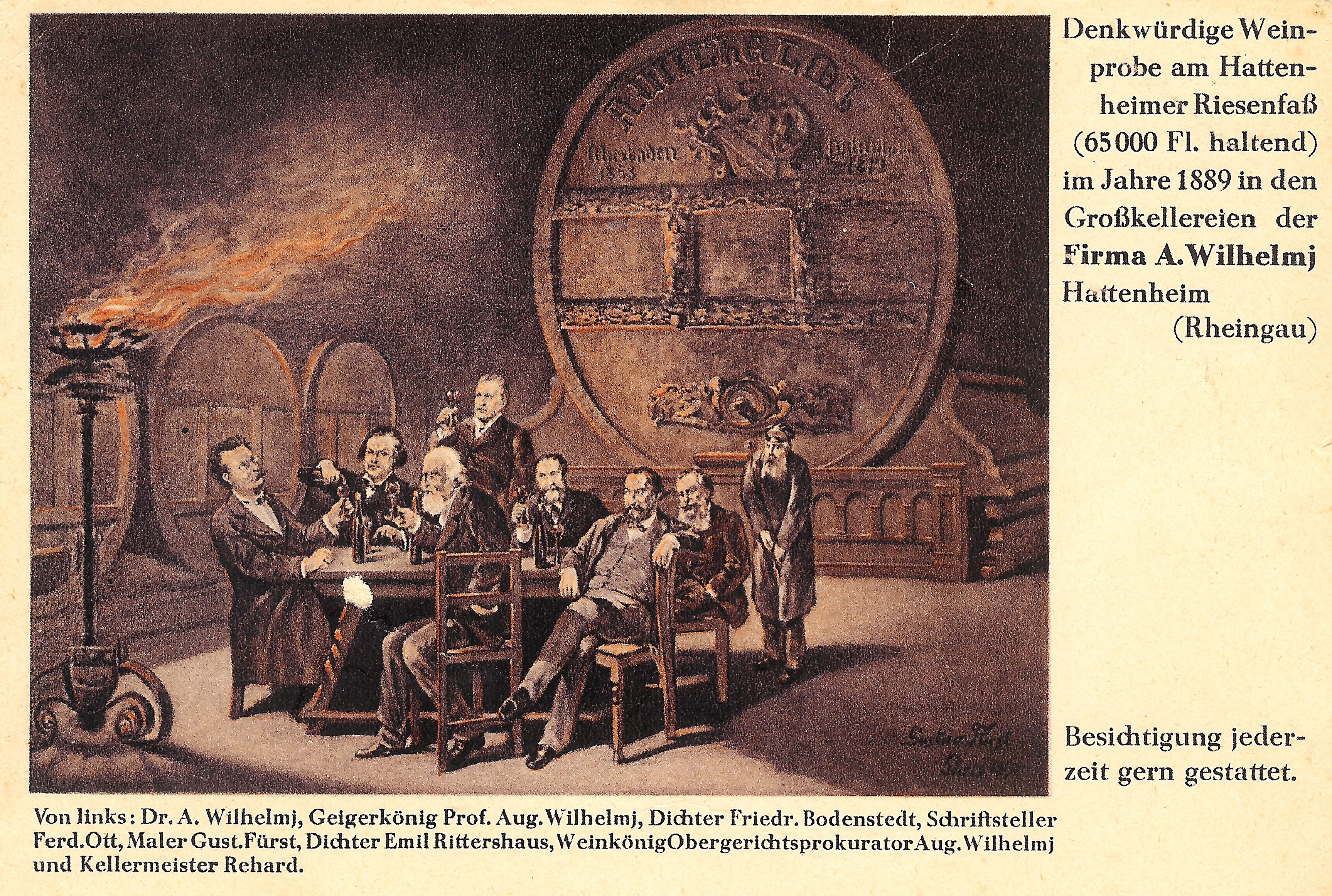
Weinprobe im Jahre 1889 vor dem Hattenheimer Riesenfass

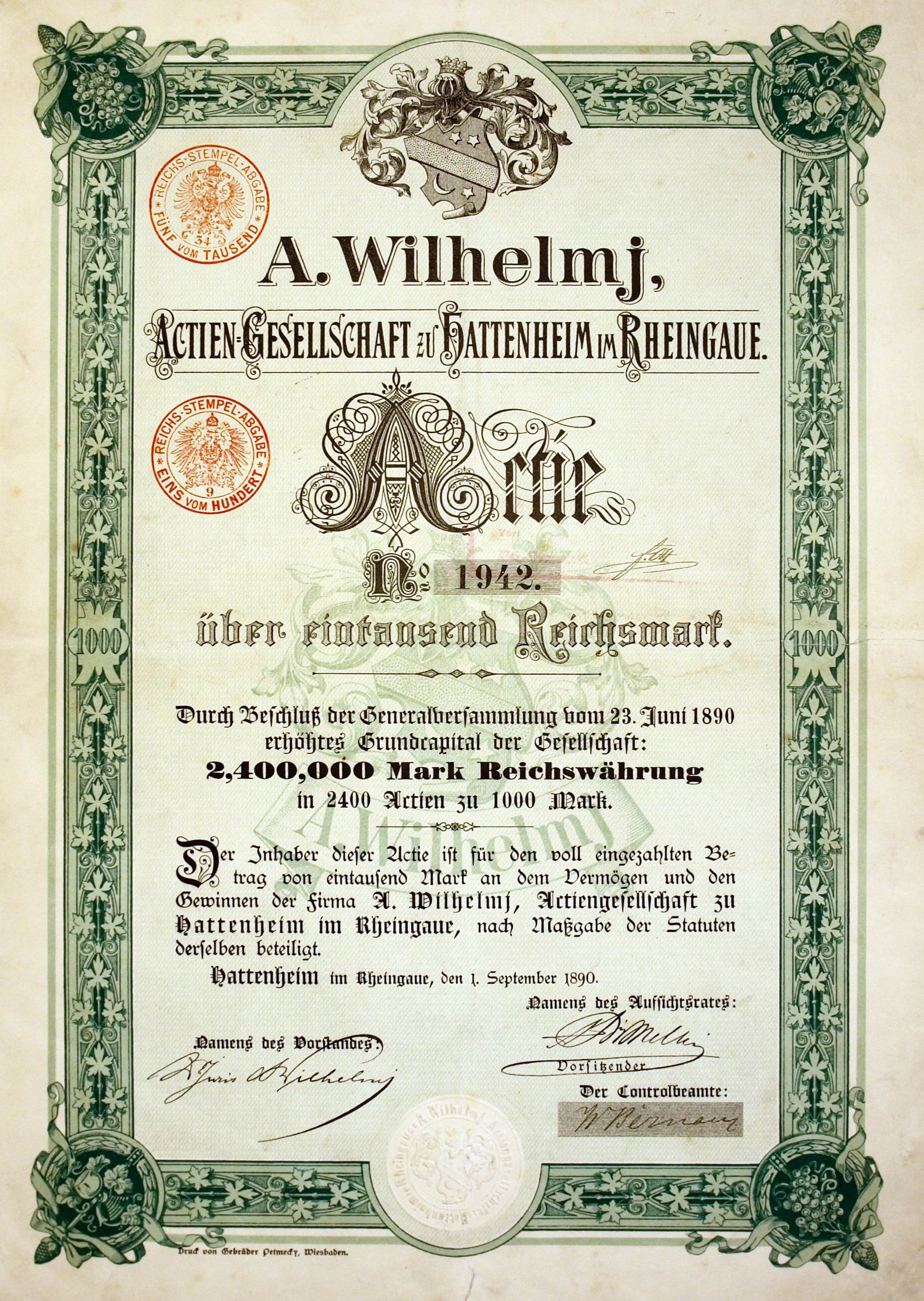
Aktie über 1000 Mark der A. Wilhelmj AG vom 1. September 1890

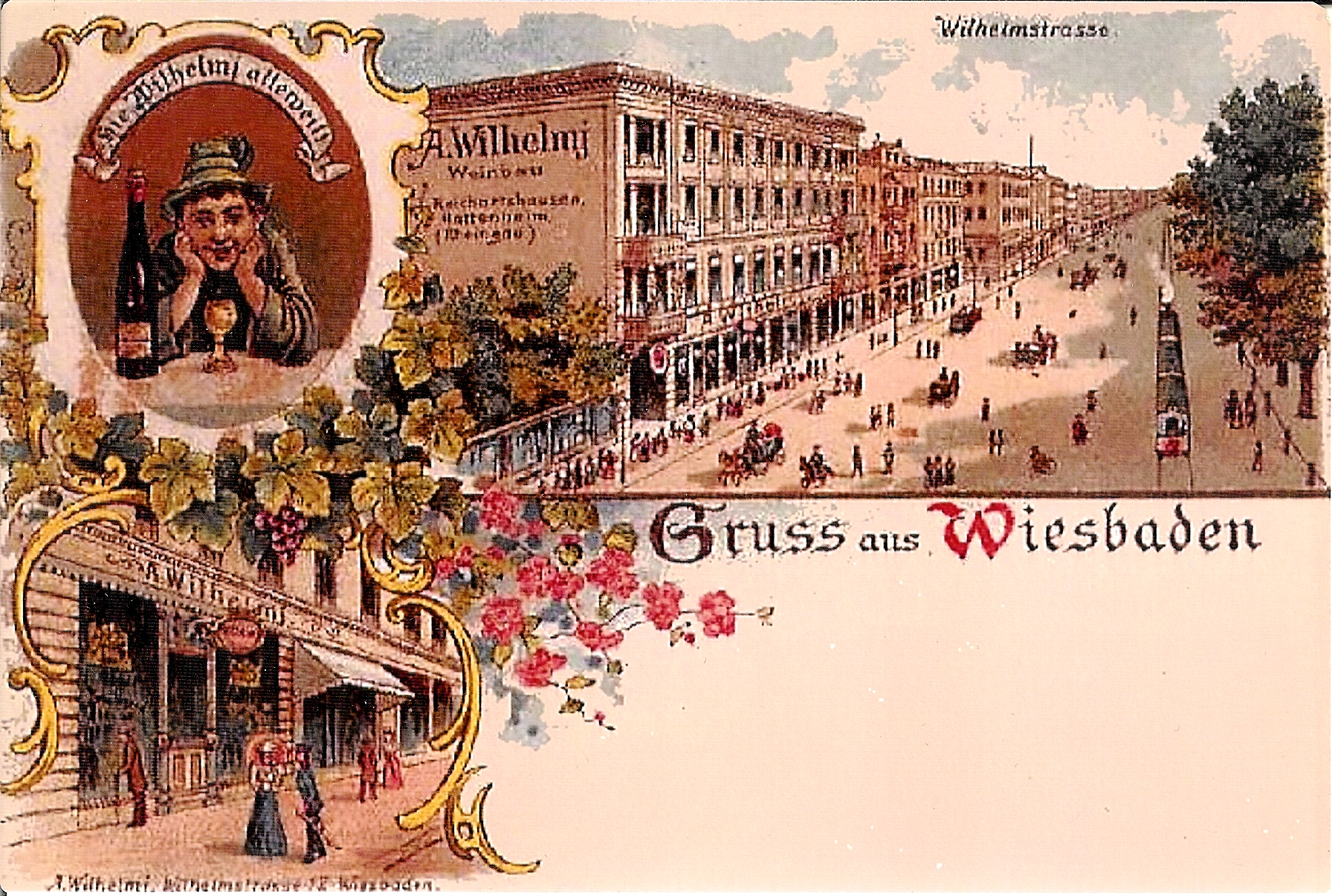
Wiesbadener Geschäftsstelle in der Wilhelmstr. 18

Das Wilhelmj-Haus in Hattenheim im Rheingau ist das denkmalgeschützte ehemalige Wohn- und Geschäftshaus des Weinhändlers August Wilhelmj und der Wilhelmj Weinhandels-Aktien-Gesellschaft.

## Beschreibung
Das Wilhelmj-Haus ist ein dreigeschossiger massiver Steinbau aus dem Jahr 1872, wobei das dritte Geschoss aus einer späteren Bauphase (um 1890) stammt. Abgeschlossen wird es von einem Mansarddach mit Zwerchhaus. Die Fenster sind mit Sandsteinlaibung versehen. Die Frontseite zur Straße trägt den alten Schriftzug „A. Wilhelmj G.M.B.H. Weinbau - Weinhandel“. Der Schlussstein über dem Bogen der Toreinfahrt der anschließenden Kelterhalle zeigt den Schriftzug „A. Wilhelmj“ sowie die römische Jahreszahl 1872. Weitere Wirtschaftsgebäude stammen zum Teil ebenfalls aus der Entstehungszeit.

## Geschichte
Firmengründer August Wilhelm Wilhelmj, geboren am 19. Juni 1813 in Langenschwalbach, studierte an der Universität Göttingen Rechts- und Staatswissenschaften. Ab 1837 war er als herzoglich-nassauischer Hofgerichtsprokurator in Usingen tätig, wo er 1843 Charlotte Petry, eine bekannte Pianistin, heiratete. Im Usinger Junkernhof kamen 1844 der Sohn Albert und 1845 der später als „Geigerkönig“ gefeierte Sohn August zur Welt. Die Verlegung des Hof- und Appellationsgerichtes nach Wiesbaden 1849 machte eine Übersiedlung nach dort nötig.
Etwa zu dieser Zeit begann Wilhelmj mit dem Ersteigern und Sammeln von Spitzenweinen aus dem Rheingau, mit denen er schon bald einen regen Handel betrieb. Durch gezielten Ankauf bester Weinbergslagen in den kommenden Jahren wurde sein „Weinbureau“, das seinen zunächst Sitz in der Adolfstraße 7 in Wiesbaden hatte, bald über die Grenzen des Deutschen Reiches hinaus bekannt.
Für den Frankfurter Fürstentag von 1863 lieferte er Weine aus Rauenthal, die auch den König der Niederlande so begeisterten, dass er ein Halbstück (600 l) davon kaufte. Auf der  Weltausstellung 1867 in Paris erhielt Wilhelmj für seine Weine die einzige Goldmedaille, bei der Eröffnung des Suezkanals 1869 wurden seine Weine getrunken. Unter den vielen Kunden Wilhelmjs zählten in den folgenden Jahren der russische Zar Alexander II., Bismarck,  und der Deutsche Kaiser. Von ihm wurde Wilhelmj zum  Hoflieferanten ernannt. Richard Wagner wurde ein besonderer Freund des Hauses. Auf der Weltausstellung 1873 in Wien konnte Wilhelmj wieder große Erfolge feiern.
Einer der größten Verdienste Wilhelmjs war, durchzusetzen, das Weine endlich nach ihrem Ursprungsort benannt wurden. Bis zu jener Zeit war es üblich, das Weine nach dem Ort benannt wurden, dem sie dem Charakter nach am nächsten kamen, also beispielsweise Marcobrunner, Johannisberger oder Steinberger. Diese Lagen befanden sich vorwiegend in Adelsbesitz, kleine Winzer aus Orten wie Hattenheim, Hallgarten oder Rauenthal hatten keine Möglichkeit, ihre oft hervorragenden Weine unter eigenem Ortsnamen zu vertreiben, sie dienten lediglich dem  Ruf der großen Weingüter. Die Herkunftsbezeichnung nach Ursprungsort hat bis heute seine Gültigkeit.
Sohn Albert, der mittlerweile Jurist geworden war, trat am 1. Juli 1872 als Handelsgesellschafter in die Firma ein, im Dezember nahm der Vater seine Entlassung aus dem Staatsdienst und widmete sich ganz dem Wein. Im selben Jahr hatte Wilhelmj in Hattenheim ein Gut erworben, auf dem er das heutige Gutshaus nach Plänen des Baurates Heinrich Velde und des Architekten Schaedel aus Frankfurt errichten ließ. Ausgeführt wurden die Arbeiten durch die Bauunternehmer Bott und Raschi aus Eltville. Das Haus mit seinen weitverzweigten Doppelgeschosskellern verfügte über modernste Kellertechnik mit Luftkanälen und Entlüftungsschächten, mit Kanalsysteme für Wasser und Abwasser und vor allem über Pumpsysteme, mit deren Hilfe der Wein von Keller zu Keller oder auch in ein anderes Stockwerk gepumpt werden konnte und somit das harte und gefährliche schroten der Weinfässer überflüssig machten. Legendär wurde das nicht erhaltene Riesenfass von Hattenheim, welches 1876 in der Werkstatt des Küfermeisters Ignatz Müller aus Eltville hergestellt worden war und die Menge von 64.000 Flaschen fassen konnte. Um das Fass in einem Stück von Eltville nach Hattenheim zu transportieren, wurden beide Bahngleise der Nassauischen Rheinbahn benötigt. Drei Tage dauerte es, das Fass vom Bahnkörper auf die angrenzende Baustelle zu bringen. Das 6 m hohe Kuppelgewölbe wurde anschließend um das Fass herum gebaut. Die Wiesbadener Geschäftsstelle verlegte Wilhelmj 1885 von der Adolfstraße in die Wilhelmstraße 18, neben dem Büro existierte dort aber nur noch ein Musterflaschenlager.
1888 erfolgte die Umwandlung der Firma in eine Aktiengesellschaft. Ein Jahr später erwarb Wilhelmj das nahegelegene Schloss Reichartshausen und ließ auch diese Anlage in ein Weingut nach neuesten technischen Kenntnissen umgestalten, unter anderem mit Wasserturm und einem kleinen Elektrizitätswerk. Strom-, Wasser- und Telefonleitungen wurden unterirdisch bis zum Stammsitz nach Hattenheim verlegt. Ab der Mitte der 1890er Jahre versorgte Wilhelmj dann den ganzen Ort mit Strom.
Um die Jahrhundertwende wurde die Aktiengesellschaft liquidiert. Eine mögliche Ursache für die Verschlechterung der Geschäftsverhältnisse des Hauses Wilhelmj könnte der Einfall der Reblaus gewesen sein, der bis Anfang des 20. Jahrhunderts rund drei Viertel aller Rebflächen Europas vernichtete und für viele Winzer zur existentiellen Bedrohung wurde. Auch starb Sohn Albert 1905. Schloss Reichartshausen musste 1906 zwangsversteigert werden.
Wilhelmj starb am 18. November 1910 im Alter von 97 Jahren in Hattenheim. Beigesetzt wurde er auf dem Wiesbadener Nordfriedhof an der Seite seiner 1903 verstorbenen Frau und seiner beiden vor ihm verstorbenen Söhne.
Sein Gut ging zunächst an die Preußische Staatsdomäne über und wurde anschließend von der Gemeinde Hattenheim erworben, die schließlich das ihr 1913 geschenkte Weingut Georg Müller Stiftung von der heutigen Georg-Müller-Straße in das Wilhelmj-Haus verlegte. Das 2003 privatisierte Weingut hat auch heute noch seinen Sitz im Wilhelmj-Haus.